# Parasada carnosa
Parasada carnosa är en fjärilsart som beskrevs av George Francis Hampson 1893. Parasada carnosa ingår i släktet Parasada och familjen nattflyn. Inga underarter finns listade i Catalogue of Life.